# Punta Beltovo di Dentro
La Punta Beltovo di Dentro è una montagna delle Alpi Retiche meridionali alta 3325 m s.l.m.

## Descrizione
Situato all'estremo sud-est di Solda la Punta Beltovo di dentro ne domina gli impianti di sci, e si erge lungo la cresta che collega la Cima Vertana alla Cima Madriccio. Verso la cima sono visibili numerose formazioni di ardesia e in vetta sono collocate due stazioni meteo alimentate a energia solare. 

### Itinerari di salita

#### Via normale
L'itinerario di risalita normale parte dal sentiero N.1 che parte a sud di Solda e sale verso il Rifugio Città di Milano. Il rifugio è raggiungibile in un'ora di marcia lungo un sentiero che costeggia una carrabile o tramite cabinovia. Da qui si sale lungo gli impianti di risalita in direzione del Rifugio Madriccio e quindi si prosegue in direzione del passo che scollina verso la Val Martello. Da qui si prende il sentiero che sale a nord-est e si prosegue in cresta fino in vetta.